# Прерад
Прерад (на словенски: Prerad) е село в Словения, Подравски регион, община Дорнава. Според Националната статистическа служба на Република Словения през 2002 г. селото има 106 жители.